# Ada Bruhn Hoffmeyer
Ada Bruhn Hoffmeyer, geborene Adelheid Maria Bruhn, auch Ada Bruhn de Hoffmeyer (* 1. Dezember 1910 in Roskilde, Dänemark; † 24. Juli oder 8. August 1991 in Plasencia, Spanien), war eine dänische Museumskuratorin, Forscherin und Expertin für mittelalterliche Waffen. Sie gründete das Institute of Studies on Ancient Weapons, das als Autorität für spanische Waffen und Rüstungen gilt.

## Leben
Adelheid Maria Bruhn wurde 1910 als Tochter von Lauritz J. Bruhn, einem Polizisten, und Alfa Karen Margrethe Larsen geboren. Sie besuchte die Roskilde Katedralskole und begann ihr Studium an der Universität Kopenhagen im Jahr 1929. 1936 schloss sie ihr Studium der Klassischen Archäologie mit einer Arbeit über Oltos und die frühe rotfigurige Vasenmalerei ab. Die Arbeit über Oltos wurde letztlich 1943 veröffentlicht.
Bruhn erhielt 1934 eine Stelle als Museumsassistentin an der Ny Carlsberg Glyptotek unter der Leitung von Frederik Poulsen, die sie bis 1939 teilweise parallel zu ihrem Studium innehatte. In dieser Zeit unternahm sie dank verschiedener Stipendien eine Reihe von Reisen durch Europa, die vor allem der Erforschung der griechischen Keramik und der klassischen Kultur dienten und für die Entwicklung einiger ihrer späteren Werke grundlegend waren. 1935 machte sie eine Studienreise nach England, mit Aufenthalten im British Museum und in den Museen von Oxford und Cambridge. Weitere Ziele waren Deutschland, Frankreich, Belgien und die Niederlande sowie ein halbjähriger Aufenthalt am Schwedischen Institut für Archäologie in Rom im Jahr 1937. 1939 begann ihre Tätigkeit im Tøjhusmuseet, dem  Königlich Dänischem Zeughausmuseum. Ab den 1940er Jahren leitete sie dort die Abteilung für Waffen und Rüstungen. Bruhn kombinierte ihre Forschungsarbeit mit ihrer Arbeit im Tøjhusmuseet. Sie setzte sich entschieden für eine didaktische Erneuerung des Museums ein, indem sie beispielsweise die Entwicklung von Ausstellungen und Aktivitäten speziell für Kinder förderte.
Im Jahr 1945 wurde sie mit einer Dissertation über das mittelalterliche zweischneidige Schwert promoviert. Darin schlug sie eine erste einfache Typologie von Schwertern aus der Zeit zwischen 1100 und 1550 vor, wobei sie Daten von mehr als 500 Schwertern in verschiedenen europäischen Museen und Sammlungen verwendete. Die Dissertation wurde 1954 veröffentlicht und diente danach als breite Materialsammlung für weitere Studien anderer Forscher, auch wenn ihre Typologie später durch die Oakeshott-Klassifikation ersetzt wurde.
Am 3. Juli 1951 heiratete Bruhn den Redakteur und Chefbibliothekar Erling Ferdinand Hoffmeyer (1901–1975).
Bruhn wurde in Dänemark als Forscherin aber vor allem für ihre Museumstätigkeit populär. Vor allem in den 1950er Jahren war sie Gegenstand von Zeitungsartikeln und wurde in Verzeichnisse bekannter dänischer Persönlichkeiten aufgenommen. In dieser Zeit leistete sie nicht nur zahlreiche wissenschaftliche Beiträge, sondern engagierte sich auch in verschiedenen dänischen Frauenverbänden und setzte sich stark für die Gleichstellung der Geschlechter ein. Sie schrieb regelmäßig für Zeitungen über Archäologie, das Tøjhusmuseet und ihre Tätigkeit dort, die Rolle der Frau in der Gesellschaft oder über ihr besonderes Interessengebiet, die iberische Halbinsel. Dorthin unternahm sie mit ihrem Mann in den 1950er Jahren mehrere Reisen. 1956 und 1958 war sie zu Forschungsaufenthalten an der Universität von Salamanca.
1960 verließ sie ihre Museumsarbeit nach einer längeren Phase der Konfrontation der Mitarbeiter mit der Leitung des Tøjhusmuseet und einer längeren Krankheit und gründete zusammen mit ihrem Mann das „Institut für Studien über antike Waffen“ in Kalundborg. Das Institut gab eine Zeitschrift namens Gladius heraus, deren Herausgeberin sie war. Ihr Mann kümmerte sich um die Fotos und die Bibliothek. 1962 siedelte das Paar nach Spanien über und verlegten das nun Instituto de Estudios sobre Armas Antiguas geheißene Institut nach Jaraíz de la Vera. 1965 gelang es ihnen, das Institut an den Consejo Superior de Investigaciones Científicas anzuschließen. Heute heißt das Institut nach dem Gründerpaar Instituto Histórico Hoffmeyer.
Ihre Arbeit in Spanien mündete in das in zwei Bänden 1972 und 1982 erschienene Werk Arms and Armour in Spain. Nach dem Tod ihres Mannes 1973 führte sie das Institut alleine fort.
Ada Bruhn starb 1991 in Plasencia. Ihr Nachlass, insbesondere die fotografischen Forschungssammlungen, befinden sich im Instituto Histórico Hoffmeyer.

## Veröffentlichungen (Auswahl)
- Oltos and early red-figure vase painting. Nyt nordisk forlag Arnold Busck, Kopenhagen 1943, OCLC 1135449 (englisch).
- Middelalderens Tvaeggede Svaerd (Das mittelalterliche zweischneidige Schwert). Dissertation, Kopenhagen 1954 (dänisch).[4]
- Artibus ingenuis: Roskilde katedralskole gennem tiderne (Die Kathedralschule Roskilde im Lauf der Zeit). Roskildenser-Samfundet, Roskilde 1965, OCLC 753092101 (dänisch).
- Military equipment in the Byzantine manuscript of Scylitzes in Biblioteca Nacional in Madrid (= Gladius. Band 5). Instituto de Estudios sobre Armas Antiguas, Granada 1966, OCLC 1000693630 (englisch).
- Arms and Armour in Spain :A Short Survey. The Bronze Age to the End of High Middle Ages. Band 1. Instituto de Estudios sobre Armas Antiguas, Consejo Superior de Investigaciones Científicas, 1972, ISBN 978-84-00-00026-4 (englisch).
- From Medieval Sword to Renaissance Rapier: The Evolution of Straight Bladed Thrusting Weapons. In: Robert Held (Hrsg.): Art, Arms, and Armor: An International Anthology. Aquafresca Editrice, Chiasso 1979, ISBN 978-88-85035-00-3, S. 52–79 (englisch).
- Arms and Armour in Spain :A Short Survey. From the End of the 12th Century to the Beginnings of the 15th Century. Band 2. Instituto de Estudios sobre Armas Antiguas, Consejo Superior de Investigaciones Científicas, 1982 (englisch).